# Неринг, Альфред
Альфред Неринг (нем. Alfred Nehring; 29 января 1845, Бад-Гандерсхайм, Нижняя Саксония — 30 сентября 1904, Шарлоттенбург, Пруссия) — немецкий зоолог и палеонтолог. 

## Биография
Родился в 1845 году. С 1863 по 1867 гг. изучал филологию, зоологию, палеонтологию и отчасти географию в Галльском и Гёттингенском университетах. В 1881 году получил кафедру в высшей агрономической школе в Берлине. 
Научные работы Неринга посвящены, главным образом, делювиальной и современной фауне, а также вопросу о происхождении домашних животных. Hеринг напечатал: «Die geologisch. Anschanungen des Phylosophen Seneca» (Вольфенбюттель, 1873 и 1876), «Vorgeschichtliche Steininstrumente Norddeutschlands» (1874), «Die quaternären Faunen von Thiede u. Westeregeln» (Брауншвейг, 1878), «Fossile Pferde aus deutschen Diluvialablagerungen und ihre Beziehungen zu den lebenden Pferden» (Берлин, 1884), «Ueber Tundren und Steppen der Jetzt- und Vorzeit, mit besonderer Berücksichtigung ihrer Fauna» (Берлин, 1890) — работа, возбудившая общий интерес.